# Carpați
Pour les articles homonymes, voir Carpates (homonymie).
Carpați est une marque roumaine de cigarettes, de qualité inférieure mais qui ne contiennent pas des chimiques. 
Le mot signifie Carpates en roumain.
Ces cigarettes sont comparables aux gitanes sans filtre en France.